# Réserve naturelle et zone paysagère protégée de Froan
 (octobre 2024).
La réserve naturelle et la zone de paysage protégée de Froan sont une réserve naturelle et une aire protégée situées dans la commune de Frøya, Trøndelag. La zone de conservation est située dans l'alignement d'îles de Froan, et a le statut de site Ramsar, en raison de son importance pour les oiseaux migrateurs.

## Description
La réserve est créée en 1979 dans le but de préserver des zones de vie et de reproduction pour les oiseaux et les phoques, et c'est le plus grand territoire maritime protégé en tant que réserve naturelle de Norvège. 
La zone comprend les îles habitées de Sørburøy et Sauøy. La réserve naturelle de Froan et la zone de paysage protégé comprend une réserve naturelle de 400 km2 depuis le phare de Vingleia jusqu'à Halten dans le nord-est et une zone de 80 km2 au sud-est de la réserve naturelle et un paysage protégé. La région est riche d'oiseaux. Bien que le nombre d'espèces nicheuses, autour de 50, soit relativement faible, chaque espèce compte un grand nombre d'individus. Avec un millier de couples de cormorans, Froan abrite 10% de la population de cormorans en Norvège et, à quelques exceptions près, la région est la plus méridionale pour la reproduction de cette espèce. La région est également une zone centrale pour le phoques gris. Il y a des restrictions quant à la libre circulation des personnes à certains endroits pendant quelques périodes de l'année.
La défense des intérêts écologiques de la région sont par certains considérés comme menacés par la région elle-même, en raison de la présence de pisciculture qui a obtenu des dérogations quant aux règles environnementales. 